# Rapporto Raczyński
Il Rapporto Raczyński consiste in una nota diplomatica ufficiale del governo polacco in esilio a Londra, che il 10 dicembre 1942, in pieno corso della seconda guerra mondiale, denunciava in modo esplicito e senza mezzi termini il genocidio che i nazisti andavano compiendo sugli ebrei polacchi.

## Storia
Il documento, intitolato Lo sterminio di massa degli ebrei nella Polonia occupata dai tedeschi era stato stilato dal ministro degli esteri di Polonia Edward Raczyński e riassumeva il risultato dei rapporti e dei documenti, talvolta microfilmati, inviati dalla resistenza polacca al Dipartimento degli affari ebraici del quartier generale dell'esercito nazionale del governo polacco a Londra.
In particolare, grande importanza ebbero i materiali e le testimonianze raccolte dal membro della resistenza Jan Karski, che riuscì a raggiungere personalmente Londra nell'autunno del 1942.
La nota del governo polacco fu resa pubblica il 10 dicembre 1942 e inviata a tutti i governi dei paesi aderenti alle “Nazioni Unite”, espressione con la quale si intendeva allora il complesso dei paesi alleati contro le forze dell'Asse e del Giappone (l'ONU non esisteva ancora). 
In conseguenza della denuncia e della richiesta di aiuto del governo polacco, i governi alleati, che avevano raccolto anch'essi informazioni sulle atrocità naziste, pronunciarono una durissima dichiarazione congiunta, che fu resa nota il 17 dicembre 1942. 
La dichiarazione interalleata del 17 dicembre 1942 così recitava:
“L'attenzione dei Governi del Belgio, Cecoslovacchia, Grecia, Jugoslavia, Lussemburgo, Norvegia, Olanda, Polonia, Regno Unito, Stati Uniti d'America e Unione Sovietica e anche del Comitato Nazionale Francese è stata sollecitata da numerosi rapporti provenienti dall'Europa che affermano che le autorità tedesche, non paghe di aver negato in tutti i territori sui quali hanno esteso il loro barbaro dominio, i diritti umani più elementari alle persone di razza ebraica, stanno ora mettendo in atto il proposito di Hitler, molte volte annunciato, di sterminare la popolazione ebraica in Europa. Da tutti i territori occupati gli ebrei sono trasportati in condizioni del più abietto orrore e brutalità verso l'Europa dell'Est. In Polonia, trasformata nel principale macello nazista, i ghetti istituiti dall'invasore tedesco vengono sistematicamente svuotati di tutti gli ebrei, all'infuori di pochi operai, altamente specializzati, richiesti dalle industrie di guerra. Non si hanno più notizie di nessuno di quelli portati via. Coloro che sono in buone condizioni fisiche muoiono lentamente per sfinimento in campi di lavoro. Gli infermi sono lasciati morire all'aperto o per fame o sono deliberatamente uccisi in eccidi di massa. Si calcola che il numero delle vittime di queste crudeltà letali sia di molte centinaia di migliaia di uomini, donne e bambini, del tutto innocenti. I Governi suddetti e il Comitato Nazionale Francese condannano nel modo più assoluto questa politica bestiale di sterminio a sangue freddo. Dichiarano che tali eventi non possono che rafforzare la risoluzione di tutti i popoli amanti della libertà di rovesciare la barbara tirannia hitleriana. Essi riaffermano il loro solenne impegno di far sì che i responsabili di questi crimini non sfuggano alla giusta condanna, nonché di intraprendere tutte le necessarie misure pratiche affinché tale scopo sia raggiunto.” 
(Traduzione di Elisa Benaim)
La situazione descritta dal rapporto Raczyński era però anche più grave di quella accennata nella dichiarazione congiunta dei governi alleati, perché si parlava esplicitamente di esecuzioni con i gase si citavano i campi di sterminio di Treblinka, Sobibor e Belzec, nonostante da questi luoghi i nazisti facessero trapelare ben poco. Le notizie più particolareggiate erano comunque soprattutto quelle riguardanti lo svuotamento e la deportazione degli ebrei del ghetto di Varsavia, che su ordine di Himmler era stato sgombrato dai nazisti nel corso dell'estate 1942. Analoghe operazioni erano state poi compiute in tutti i ghetti delle città della Polonia centrale e le informazioni che si erano potute avere sul destino dei deportati confermavano le uccisioni di massa in apposite località di sterminio. Dall'inizio della guerra alla fine del 1942, secondo il rapporto Raczyński, si potevano ormai stimare le vittime a quasi un terzo dei 3.130.000 ebrei polacchi (ovvero a circa un milione di persone già trucidate).
A cura del ministero degli affari esteri polacco, il rapporto Raczyński fu pubblicato anche sotto forma di opuscolo, comprendente anche un estratto del discorso del primo ministro del governo polacco in esilio Stanislaw Mikolajczyk, pronunciato nella riunione speciale del Consiglio nazionale del 27 novembre 1942. Il testo del rapporto Raczyński fu diffuso anche dalla BBC il 27 dicembre 1942, in occasione della dichiarazione interalleata e del discorso di condanna delle atrocità naziste, che fu tenuto alla Camera dei Comuni dal ministro del Foreign Office britannico Anthony Eden.